# Touching Clouds død
Cheyenne høvding Touching Clouds død indtraf en dag i 1852, da høvdingen faldt under et fælles cheyenne, arapaho, lakota, kiowa apache og kiowa angreb:294-5  på en lejr pawneer på sommerjagt i det vestlige Kansas.:200  Touching Cloud omtales også som Alights On The Cloud og He Who Mounts The Cloud,:74  og af kiowaerne kendes han som både Far Up og Iron Shirt Man.:295  Iron Shirt (Jernskjorte) er også navnet hæftet på høvdingen af pawneerne: De opdagede, at han bar en slags brynje skjult under sin skindskjorte, så deres pile prellede af på ham.:59  Pawneen Shield Chief dræbte ham til sidst ved at skyde ham i øjet med en pil fra et helligt bundt.
Pawneerne digtede en sang om sejren over den tilsyneladende usårlige fjende,:60  og kiowaen Sett’an fastholdt begivenheden som sommerens vigtigste i sin vintertælling.:294 

## Touching Cloud
Touching Cloud var en nevø af Medicine Water,:77  der ejede en skindskjorte besat med små, overlappende metalcirkler. Onklen havde selv båret brynjen under kampen mod kiowaerne i 1838, der resulterede i en fredsaftale mellem cheyennerne og kiowaerne. Seks år senere bar nevøen brynjen og skjulte den bag et rødt tæppe,:91  da han til hest var med til at besejre 17 delawares:90  ved Delaware Creek, Colorado.:92 
Som medlem af en cheyenne delegation besøgte Touching Cloud Washington D.C. i 1851.:70 

## Tidligere sammenstød
Senest fra lidt ind i 1800-tallet var de tipiboende cheyenner, arapahoer, lakotaer,:51  kiowaer:160  og kiowa apacher:57  fjender af de byboende og agerdyrkende pawneer. De nomadiske stammer erobrede heste og organiserede krigstogter mod pawneerne og omvendt.:44 

## Angrebet på pawneerne
Et par uger før angrebet var pawneernes tre South Bands stødt til skidi pawneerne, der lå i lejr omkring Beaver Creek i det nordvestligste Kansas efter at have forladt deres byer i Nebraska. Den samlede stamme drog derfra videre ud på jagtmarkerne for at gennemføre dens traditionelle sommerjagt. Inden kampen med de fem allierede præriestammer havde pawnee lejren allerede været udsat for angreb fra andre indfødte fire gange.:81 
Der findes flere versioner af kampen i sommeren 1852, men Touching Cloud og 21 andre beredne krigere udgjorde tilsyneladende fortroppen af en sammensat krigsgruppe, der søgte efter pawneer at angribe. Langt bag dem kom den blandede hovedstyrke på flere hundrede ryttere.:78 
Om morgenen opdagede og angreb fortroppen med Touching Cloud en gruppe beredne pawneer på bisonjagt på prærien.:92  De forfulgte de flygtende jægerne, til disse nåede tilbage til deres hovedlejr. Pawneerne vendte om og med opbakning fra lejren red de frem for at stoppe angriberne.
En frygtløs Touching Cloud blev truffet på kroppen af flere af forsvarernes pile, men til pawneernes forbavselse faldt han ikke af hesten.:59  Pitahawirata pawneen Shield Chief fik en bue og en rødmalet pil gemt i et gammelt og helligt South Band bundt,:200  der var beregnet til brug ved stor fare.:59  Shield Chief traf Touching Cloud i det ene øje, så han død faldt til jorden. Pawneerne trak skindskjorten af høvdingen for at lemlæste liget, opdagede hans brynje og forstod, hvordan han var sluppet uskadt fra deres pileskud.:92 
På et tidspunkt kom angribernes hovedstyrke frem,:79  og med små pauser bølgede kampen frem og tilbage til om eftermiddagen.:81 
Da kampen sluttede, var høvding Touching Cloud og mindst seks andre cheyenner og en kiowa apache dræbt.:92  Pawneerne havde også mistet folk,:79  men de vandt endda kampen ved at dræbe nogle af cheyennernes mest værdsatte krigere og ved at holde angriberne væk fra lejren med kvinder og børn.:80 